# 加斯里鎮區 (明尼蘇達州哈伯德縣)
加斯里鎮區（英語：Guthrie Township）是位於美國明尼蘇達州哈伯德縣的一個行政鎮區。

## 地方資料
加斯里鎮區的面積為91.39平方千米，當中陸地面積為90.42平方千米，而水域面積為0.97平方千米。根據2020年美國人口普查的數據，當地共有人口603人，而人口密度為每平方千米6.6人。